# ヴァスクレセンスキー門

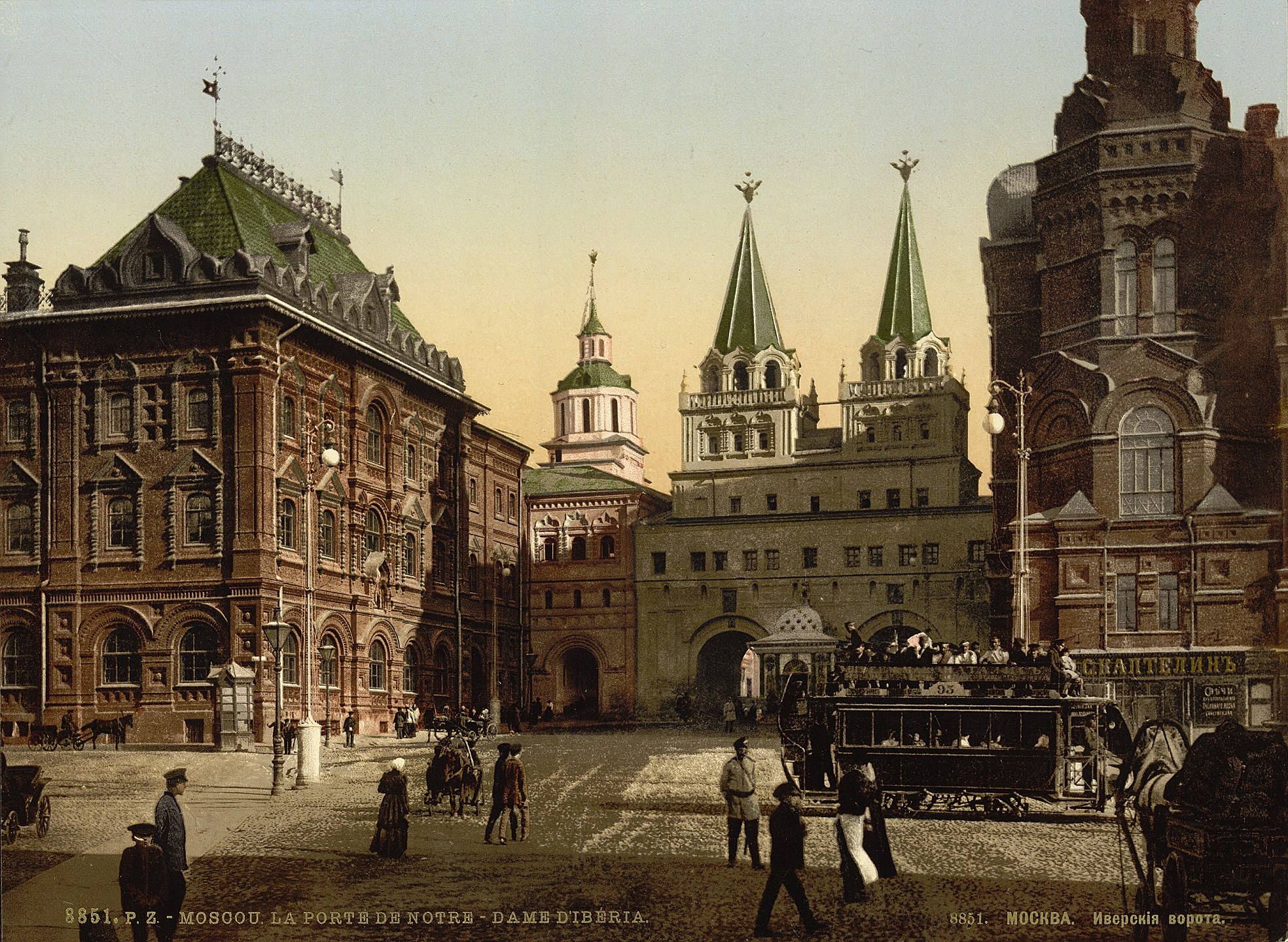
19世紀の絵で、旧モスクワ市庁舎 (左)と国立歴史博物館 (右)に挟まれている。

ヴァスクレセンスキー門（ヴァスクレセンスキーもん、ロシア語: Воскресенские ворота）はロシア・モスクワにある赤の広場への入り口にある門である。

## 概要
ヴァスクレセンスキー門は「復活門」の意味で、ロシア・モスクワにある赤の広場への入り口にある門である。17世紀に建設された門で、赤の広場側にキリストの復活のイコンが設置されていた。旧ソ連時代の1931年にパレードの邪魔になるという理由で取り壊されていたが、1993年に元の姿に再建された。 再建されたことによって、軍事パレードで少々の変更がなされた。2005年の退役軍人の乗った車両の行進と2010年以降の車両行進は従来の両側から出てくるスタイルから門のない片側からのみ出てくるようになった。
マネージュ広場から赤の広場へ入るにはこの門を通り、左に旧モスクワ市庁舎（Old Moscow City Hall）、右に国立歴史博物館がある。

## イヴィロン小聖堂

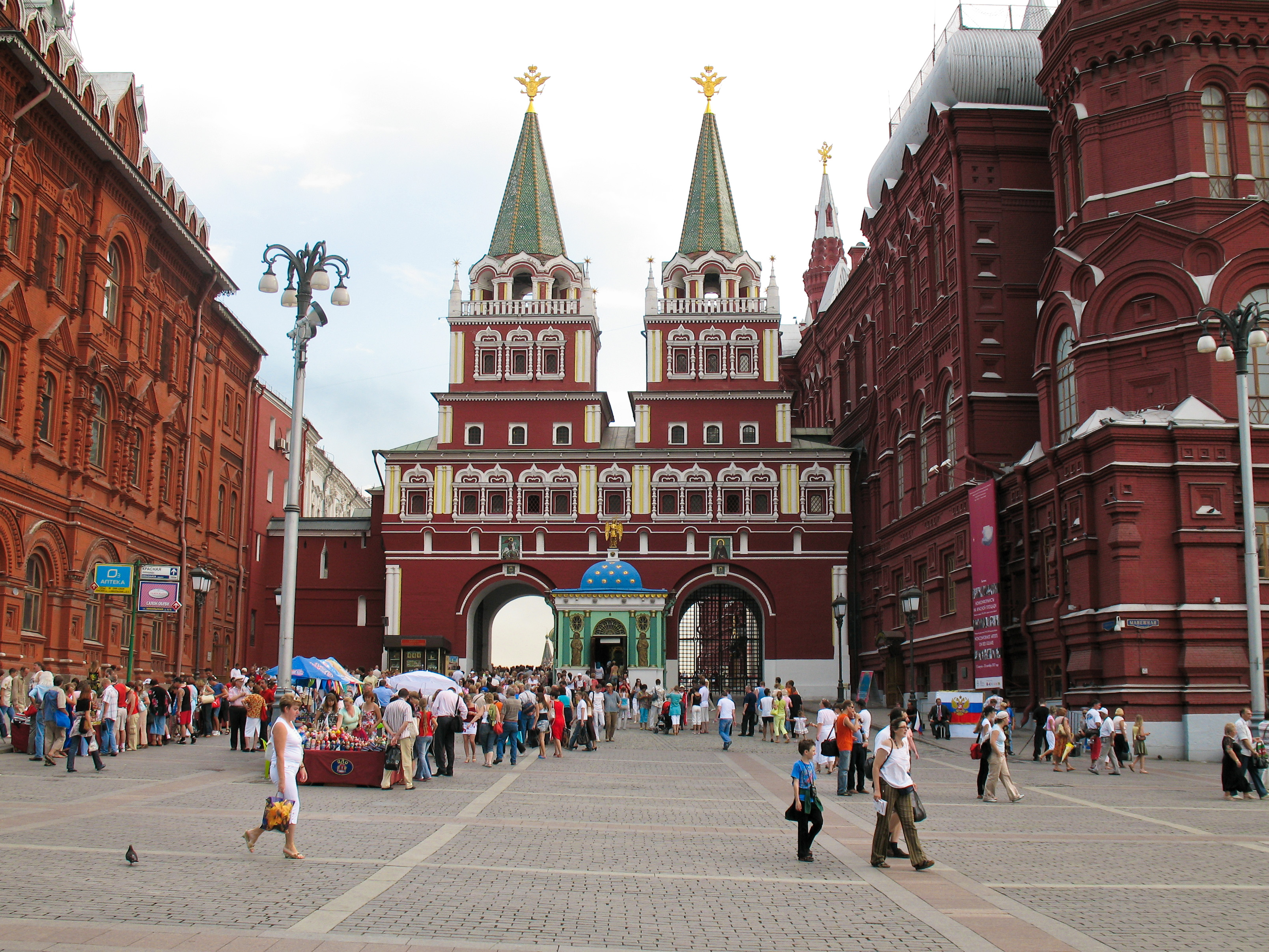
空色のドームを抱いたイヴィロン小聖堂.

ギリシャの正教会聖地・アトス山のイヴィロン修道院にあるイコン・「イヴェルスカヤの生神女」の複製画が、1648年にロシアにもたらされて大センセーションを起こした。1669年にヴァスクレセンスキー門のマネージュ側に建てられた小聖堂に安置されていたが、イコンは旧ソ連時代に失われてしまった。
赤の広場へ入る前に必ずこのイコンを拝んでから入る習慣があり、18世紀の叛乱首謀者のプガチョフも赤の広場での処刑前にここでロシア人民に赦しを乞うたという。